# Český lev 2019
Český lev 2019 byl 27. ročník cen České filmové a televizní akademie Český lev. Slavnostní ceremoniál vyhlášení cen se uskutečnil v sobotu 7. března 2020 v pražském Rudolfinu, v přímém přenosu jej vysílala Česká televize na programu ČT1. Ceremoniál uváděl herec Václav Kopta. Nejvíce nominací (12) získal film Vlastníci.

## Ceny a nominace

### Nejlepší film
- Nabarvené ptáče
- Na střeše
- Staříci
- Tiché doteky
- Vlastníci

### Nejlepší dokumentární film
- Dálava – režie Martin Mareček
- Forman vs. Forman – režie Helena Třeštíková, Jakub Hejna
- Jiří Bělohlávek: „Když já tak rád diriguju..." – režie Roman Vávra
- Jiří Suchý – Lehce s životem se prát – režie Olga Sommerová
- Jiří Trnka: Nalezený přítel – režie Joël Farges

### Nejlepší režie
- Nabarvené ptáče – Václav Marhoul
- Na střeše – Jiří Mádl
- Staříci – Martin Dušek, Ondřej Provazník
- Tiché doteky – Michal Hogenauer
- Vlastníci – Jiří Havelka

### Nejlepší ženský herecký výkon v hlavní roli
- Vlastníci – Tereza Ramba
- Karel, já a ty – Jenovéfa Boková
- Teroristka – Iva Janžurová
- Tiché doteky – Eliška Křenková
- Vlastníci – Dagmar Havlová

### Nejlepší mužský herecký výkon v hlavní roli
- Staříci – Jiří Schmitzer
- Na střeše – Alois Švehlík
- Nabarvené ptáče – Petr Kotlár
- Národní třída – Hynek Čermák
- Vlastníci – Jiří Lábus

### Nejlepší ženský herecký výkon ve vedlejší roli
- Vlastníci – Klára Melíšková
- Amnestie – Anna Geislerová
- Nabarvené ptáče – Jitka Čvančarová
- Národní třída – Kateřina Janečková
- Vlastníci – Pavla Tomicová

### Nejlepší mužský herecký výkon ve vedlejší roli
- Staříci – Ladislav Mrkvička
- Na střeše – Duy Anh Tran
- Národní třída – Jan Cina
- Vlastníci – Vojtěch Kotek
- Vlastníci – David Novotný

### Nejlepší scénář
- Vlastníci – Jiří Havelka
- Karel, já a ty – Bohdan Karásek
- Na střeše – Jiří Mádl
- Nabarvené ptáče – Václav Marhoul
- Staříci – Martin Dušek, Ondřej Provazník

### Nejlepší kamera
- Nabarvené ptáče – Vladimír Smutný
- Amnestie – Tomáš Juríček
- Na střeše – Martin Žiaran
- Skleněný pokoj – Martin Štrba
- Staříci – Lukáš Milota

### Nejlepší střih
- Nabarvené ptáče – Luděk Hudec
- Amnestie – Matej Beneš
- Dálava – Josef Krajbich
- Staříci – Jana Vlčková
- Vlastníci – Otakar Šenovský

### Nejlepší zvuk
- Nabarvené ptáče – Pavel Rejholec
- Amnestie – Viktor Krivosudský
- Skleněný pokoj – Pavel Rejholec, Viktor Ekrt
- Staříci – Václav Flegl
- Tiché doteky – Richard Müller

### Nejlepší hudba
- Hodinářův učeň – Ivan Acher, Michal Novinski
- Amnestie – Matúš Široký, Jozef Lupták
- Na střeše – René Rypar
- Skleněný pokoj – Antoni Komasa-Łazarkiewicz, Rupert Vokmann
- Staříci – Matouš Hejl, Miroslav Srnka

### Nejlepší filmová scénografie
- Nabarvené ptáče – Jan Vlasák
- Amnestie – Tomáš Berka, Václav Vohlídal, Karol Filo
- Hodinářův učeň – Martin Kurel
- Poslední aristokratka – Martin Kurel
- Skleněný pokoj – Milan Býček

### Nejlepší kostýmy
- Nabarvené ptáče – Helena Rovná
- Hodinářův učeň – Marek Cpin
- Poslední aristokratka – Katarína Hollá
- Skleněný pokoj – Katarína Štrbová Bieliková
- Vlastníci – Andrea Králová

### Nejlepší masky
- Nabarvené ptáče – Ivo Strangmüller
- Amnestie – Andrea Štrbová
- Hodinářův učeň – Helena Steidlová
- Skleněný pokoj – Pavla Frýdová, Tereza Prachařová, Leendert van Nimmwegen
- Staříci – Eva Schwarzovál

### Nejlepší televizní film nebo minisérie
- Vodník (minisérie, Česká televize) – režie Viktor Tauš
- Klec (minisérie, Česká televize) – režie Jiří Strach
- Nonstop lahůdky (minisérie, Česká televize) – režie Jan Hřebejk

### Nejlepší dramatický televizní seriál
- Most! (Česká televize) – režie Jan Prušinovský
- Bez vědomí (HBO) – režie Ivan Zacharyáš
- Zkáza Dejvického divadla (Česká televize) – režie Miroslav Krobot

### Cena Magnesia za nejlepší studentský film
- Dcera – Daria Kashcheeva
- Anežka – Adam Šoltés
- Dezertér – Sasha Stelchenko
- Hra – Lun Sevnik
- SH_T HAPPENS – Dávid Štumpf, Michaela Mihályi

### Mimořádný přínos české kinematografii
- Jaromír Kallista

### Mimořádný počin v oblasti audiovize
- Nabarvené ptáče – Václav Marhoul

### Nejlepší filmový plakát
nestatutární cena
- Nabarvené ptáče – Roman Mrázek
- Central Bus Station – Přemysl Zajíček
- Punk je hned! – Andrej Kolenčík
- Tiché doteky – Lukáš Franz
- Vlastníci – David Zezula

### Cena filmových fanoušků
nestatutární cena
- Ženy v běhu – režie Martin Horský